# Henning Finck
Henning Finck (* 17. März 1975 in Hamburg) ist ehemaliges Mitglied der Hamburgischen Bürgerschaft.

## Mandat
Finck war von 2004 bis 2008 Mitglied der Hamburgischen Bürgerschaft. Er gehörte dem Rechts- und dem Schulausschuss an und war Fachsprecher der CDU für die HafenCity und den Sprung über die Elbe. Außerdem war er Mitglied der Kommission für Bodenordnung und der Senatskommission für Stadtentwicklung. Er kandidierte nicht für die 19. Wahlperiode der Bürgerschaft, weil eine berufliche Tätigkeit in der Handelskammer mit einem Bürgerschaftsmandat nicht vereinbar war. Finck war Leiter des Berliner Büros. In dem Rahmen hat er die Politik im Sinne des Paragrafen 1 Abs. 1 des Gesetzes zur vorläufigen Regelung des Rechts der Industrie- und Handelskammernberaten.

## Sonstige Ämter/Ehrenämter
Finck war Landesvorsitzender der Jungen Europäischen Föderalisten in Hamburg und Mitglied der Europa-Union Deutschland. Er war zweimal Stipendiat der Schwarzkopf-Stiftung Junges Europa.
Seinem besonderen Engagement gelten die Menschen- und Bürgerrechte der syrisch-orthodoxen Christen im Tur Abdin, einer Region im Südosten der Türkei. Finck wurde auf Vorschlag der Hamburger Gemeinde „St. Dimet“ Ehrenmitglied der syrisch-orthodoxen Kirche von Antiochien.